# Chặng đua MotoGP Bồ Đào Nha 2020
Chặng đua MotoGP Bồ Đào Nha 2020 (tên chính thức 2020 Grande Prémio MEO de Portugal) là chặng đua thứ 14, cũng là chặng đua cuối cùng của mùa giải MotoGP 2020. Chặng đua được tổ chức ở trường đua  Algarve International Circuit, Bồ Đào Nha  từ ngày 20 đến 22  tháng 11 năm 2020. Người chiến thắng là Miguel Oliveira của đội đua Tech 3 KTM.

## Bối cảnh
Đây là chặng đua được bổ sung vào lịch thi đấu sau khi một số chặng đua khác bị hủy vì đại dịch covid-19.

## Diễn biến chính
Miguel Oliveira lần đầu giành pole MotoGP. Anh đã dẫn đầu trong suốt cuộc đua để giành chiến thắng MotoGP thứ 2 trong sự nghiệp ngay trên sân nhà.
Người bám đuổi Oliveira là Franco Morbidelli đã bị Jack Miller vượt ở vòng cuối cùng.
Tay đua đã lên ngôi vô địch Joan Mir phải bỏ cuộc ở vòng 16 do bị hư xe. Do đó, kết quả này không ảnh hưởng gì đến vị trí của Mir trên BXH tổng. Anh hoàn thành mùa giải với số điểm 171. Á quân là Morbidelli với 158 điểm.

## Kết quả
| Stt                                                   | Số xe | Tay đua           | Xe      | Lap | Thời gian   | Xuất phát | Điểm |
| ----------------------------------------------------- | ----- | ----------------- | ------- | --- | ----------- | --------- | ---- |
| 1                                                     | 88    | Miguel Oliveira   | KTM     | 25  | 41:48.163   | 1         | 25   |
| 2                                                     | 43    | Jack Miller       | Ducati  | 25  | +3.193      | 3         | 20   |
| 3                                                     | 21    | Franco Morbidelli | Yamaha  | 25  | +3.298      | 2         | 16   |
| 4                                                     | 44    | Pol Espargaró     | KTM     | 25  | +12.626     | 9         | 13   |
| 5                                                     | 30    | Takaaki Nakagami  | Honda   | 25  | +13.318     | 11        | 11   |
| 6                                                     | 4     | Andrea Dovizioso  | Ducati  | 25  | +15.578     | 12        | 10   |
| 7                                                     | 6     | Stefan Bradl      | Honda   | 25  | +15.738     | 6         | 9    |
| 8                                                     | 41    | Aleix Espargaró   | Aprilia | 25  | +16.034     | 14        | 8    |
| 9                                                     | 73    | Álex Márquez      | Honda   | 25  | +18.325     | 16        | 7    |
| 10                                                    | 5     | Johann Zarco      | Ducati  | 25  | +18.596     | 7         | 6    |
| 11                                                    | 12    | Maverick Viñales  | Yamaha  | 25  | +18.685     | 8         | 5    |
| 12                                                    | 46    | Valentino Rossi   | Yamaha  | 25  | +18.946     | 17        | 4    |
| 13                                                    | 35    | Cal Crutchlow     | Honda   | 25  | +19.159     | 4         | 3    |
| 14                                                    | 20    | Fabio Quartararo  | Yamaha  | 25  | +24.376     | 5         | 2    |
| 15                                                    | 42    | Álex Rins         | Suzuki  | 25  | +27.776     | 10        | 1    |
| 16                                                    | 9     | Danilo Petrucci   | Ducati  | 25  | +34.266     | 18        |      |
| 17                                                    | 82    | Mika Kallio       | KTM     | 25  | +48.410     | 22        |      |
| 18                                                    | 53    | Tito Rabat        | Ducati  | 25  | +48.411     | 21        |      |
| Ret                                                   | 32    | Lorenzo Savadori  | Aprilia | 22  | Accident    | 19        |      |
| Ret                                                   | 36    | Joan Mir          | Suzuki  | 15  | Electronics | 20        |      |
| Ret                                                   | 33    | Brad Binder       | KTM     | 2   | Accident    | 13        |      |
| Ret                                                   | 63    | Francesco Bagnaia | Ducati  | 0   | Arm Pain    | 15        |      |
| Fastest lap: Miguel Oliveira (KTM) – 1:39.855 (lap 9) |       |                   |         |     |             |           |      |
| OFFICIAL MOTOGP RACE REPORT                           |       |                   |         |     |             |           |      |

Nguồn: Trang chủ MotoGP